# Nachal Siman
Nachal Siman (hebrejsky נחל סימן) je vádí v jižním Izraeli, na severovýchodním okraji Negevské pouště, respektive v Judské poušti.
Začíná v nadmořské výšce necelých 600 metrů v hornaté krajině několik kilometrů severně od města Arad, nedaleko východního úbočí hory Har Ješu'a a u lokální silnice číslo 3199. Vede pak k severozápadu, přičemž se rychle zařezává do okolního terénu. Je turisticky využíváno. Kaňon lemují strmé svahy. Na levé straně vádí je to skalnatý pás Šluchat Siman, na pravé pak hora Har Cila a Šluchat Cila. U hory Har Ce'elim ústí zprava do vádí Nachal Ce'elim, které jeho vody odvádí do Mrtvého moře.